# Leichtathletik-Südamerikameisterschaften 2025
Die 54. Leichtathletik-Südamerikameisterschaften fanden vom 25. bis 27. April 2025 im Pista de Atletismo Justo Román in Mar del Plata in Argentinien statt, das damit zum zweiten Mal nach 1997 Ausrichter der Südamerikameisterschaft war.

## Frauen

### 100 m
| Platz | Athletin              | Land | Zeit (s) |
| ----- | --------------------- | ---- | -------- |
| 1     | Vitória Cristina Rosa | BRA  | 11,21    |
| 2     | Anahí Suárez          | ECU  | 11,28    |
| 3     | María Montt           | CHI  | 11,33 PB |
| 4     | Ana Azevedo           | BRA  | 11,35    |
| 5     | Anaís Hernández       | CHI  | 11,42 PB |
| 6     | Angélica Gamboa       | COL  | 11,44    |
| 7     | Marlet Ospino         | COL  | 11,44    |
| 8     | Aimara Nazareno       | ECU  | 11,68    |

Finale: 25. April
Wind: +1,2 m/s

### 200 m
| Platz | Athletin              | Land | Zeit (s) |
| ----- | --------------------- | ---- | -------- |
| 1     | Nicole Caicedo        | ECU  | 23,07    |
| 2     | Anahí Suárez          | ECU  | 23,25    |
| 2     | Vitória Cristina Rosa | BRA  | 23,25    |
| 4     | Lina Licona           | COL  | 23,30    |
| 5     | Lorraine Martins      | BRA  | 23,38    |
| 6     | Anaís Hernández       | CHI  | 23,44    |
| 7     | Isidora Jiménez       | COL  | 23,59    |
| 8     | Cristal Cuervo        | PAN  | 23,79    |

Finale: 27. April
Wind: +2,6 m/s

### 400 m
| Platz | Athletin        | Land | Zeit (s) |
| ----- | --------------- | ---- | -------- |
| 1     | Martina Weil    | CHI  | 51,14    |
| 2     | Evelis Aguilar  | COL  | 51,26    |
| 3     | Nicole Caicedo  | ECU  | 53,05    |
| 4     | Tiffani Marinho | BRA  | 23,30    |
| 5     | Jainy Barreto   | BRA  | 54,09    |
| 6     | Paola Loboa     | COL  | 54,85    |
| 7     | Evelin Mercado  | ECU  | 56,45    |
| 8     | Noelia Martínez | ARG  | 57,36    |

Finale: 26. April

### 800 m
| Platz | Athletin             | Land | Zeit (min) |
| ----- | -------------------- | ---- | ---------- |
| 1     | Déborah Rodríguez    | URU  | 2:04,70    |
| 2     | Mayara dos Santos    | BRA  | 2:05,33    |
| 3     | Berdine Castillo     | CHI  | 2:05,89    |
| 4     | María Rojas          | VEN  | 2:07,86    |
| 5     | Valentina Barrientos | CHI  | 2:08,74    |
| 6     | Leidy Sinisterra     | COL  | 2:09,90    |
| 7     | Anita Poma           | PER  | 2:10,50    |
| 8     | Martina Escudero     | ARG  | 2:12,86    |

Finale: 27. April

### 1500 m
| Platz | Athletin            | Land | Zeit (min) |
| ----- | ------------------- | ---- | ---------- |
| 1     | Micaela Levaggi     | ARG  | 4:25,99    |
| 2     | María Pía Fernández | URU  | 4:28,27    |
| 3     | July da Silva       | BRA  | 4:28,39    |
| 4     | Anita Poma          | PER  | 4:29,31    |
| 5     | Javiera Faletto     | CHI  | 4:29,62    |
| 6     | Joselyn Brea        | VEN  | 4:32,43    |
| 7     | Karol Luna          | COL  | 4:32,83    |
| 8     | Karen Rocca         | ARG  | 4:33,20    |

25. April

### 5000 m
| Platz | Athletin         | Land | Zeit (min) |
| ----- | ---------------- | ---- | ---------- |
| 1     | Sheyla Eulogio   | PER  | 15:51,27   |
| 2     | Edymar Brea      | VEN  | 15:55,03   |
| 3     | Daiana Ocampo    | ARG  | 15:57,15   |
| 4     | Dina Velásquez   | PER  | 15:59,91   |
| 5     | Joselyn Brea     | VEN  | 16:00,69   |
| 6     | Benita Parra     | BOL  | 16:18,53   |
| 7     | Tatiane da Silva | BRA  | 16:26,12   |
| 8     | Ángela Gómez     | ARG  | 16:26,67   |

27. April

### 10.000 m
| Platz | Athletin           | Land | Zeit (min)  |
| ----- | ------------------ | ---- | ----------- |
| 1     | Núbia Silva        | BRA  | 34:06,56 PB |
| 2     | Florencia Borelli  | ARG  | 34:08,01    |
| 3     | Edymar Brea        | VEN  | 34:08,54    |
| 4     | Daiana Ocampo      | ARG  | 34:10,53    |
| 5     | Saida Meneses      | PER  | 34:11,48    |
| 6     | Mica Rivera        | PER  | 34:17,40    |
| 7     | Carmen Toaquiza    | ECU  | 34:36,53    |
| 8     | Amanda de Oliveira | BRA  | 34:58,30    |

25. April

### 100 m Hürden
| Platz          | Athletin              | Land | Zeit (s) |
| -------------- | --------------------- | ---- | -------- |
| 1              | Ketiley Batista       | BRA  | 13,22    |
| 2              | María Alejandra Rocha | COL  | 13,42    |
| 3              | Vitória Alves         | BRA  | 13,55    |
| 4              | Génesis Romero        | VEN  | 13,59    |
| 5              | Catalina Rozas        | CHI  | 13,75    |
| 6              | Leyka Archibold       | PAN  | 13,94    |
|                | Paula Leiva           | ARG  | DNF      |
| Luciana Zapata | COL                   | DNS  |          |

Finale: 27. April
Wind: +2,6 m/s

### 400 m Hürden
| Platz | Athletin              | Land | Zeit (s) |
| ----- | --------------------- | ---- | -------- |
| 1     | Gianna Woodruff       | PAN  | 56,57    |
| 2     | María Alejandra Rocha | COL  | 57,48    |
| 3     | Camille de Oliveira   | BRA  | 58,05    |
| 4     | Chayenne da Silva     | BRA  | 59,70    |
| 5     | Camila Correa         | ARG  | 62,83    |
| 6     | Leyka Archibold       | PAN  | 63,44    |
| 7     | Fatima Amarilla       | PAR  | 64,40    |

26. April

### 3000 m Hindernis
| Platz | Athletin         | Land | Zeit (min)  |
| ----- | ---------------- | ---- | ----------- |
| 1     | Tatiane da Silva | BRA  | 09:40,07    |
| 2     | Micaela Levaggi  | ARG  | 09:42,09 PB |
| 3     | Mirelle Leite    | BRA  | 10:13:35    |
| 4     | Laura Camargo    | COL  | 10:29,91    |
| 5     | Leydi Raura      | ECU  | 10:38,21    |
|       | Carolina Lozano  | ARG  | DNF         |

26. April

### 4 × 100 m Staffel
| Platz     | Land                                                        | Athletinnen                                                                       | Zeit (s) |
| --------- | ----------------------------------------------------------- | --------------------------------------------------------------------------------- | -------- |
| 1         | Brasilien                                                   | Gabriela Mourão Daniele Campigotto Lorraine Martins Vanessa Sena                  | 44,35    |
| 2         | Ecuador                                                     | Mina Nazareno Anahí Suárez Nicole Caicedo Nicole Chalá                            | 45,04    |
| 3         | Argentinien                                                 | Belén Fritzsche María Florencia Lamboglia Valentina Napolitano Guillermina Cossio | 46,57    |
| 4         | Peru                                                        | Adriana Chávez Cayetana Chirinos Laura Vila Paula Daruich                         | 46,70    |
| 5         | Paraguay                                                    | Larissa Báez Macarena Giménez Ruth Báez Xenia Hiebert                             | 47,36    |
| 6         | Uruguay                                                     | Millie Díaz Sofía Ingold Guadalupe Ezquerra Brandy Romero                         | 50,14    |
|           | Chile                                                       | Anaís Hernández María Montt Isidora Jiménez Antonia Ramírez                       | DNF      |
| Kolumbien | Marlet Ospino Angélica Gamboa Danna Banquez Yahaira Murillo | DNF                                                                               |          |

27. April

### 4 × 400 m Staffel
| Platz | Land        | Athletinnen                                                        | Zeit (min) |
| ----- | ----------- | ------------------------------------------------------------------ | ---------- |
| 1     | Kolumbien   | Nahomy Castro Lina Licona Paola Loboa Evelis Aguilar               | 3:33,29    |
| 2     | Brasilien   | Anny de Bassi Tiffani Marinho Jainy Barreto Letícia Lima           | 3:34,28    |
| 3     | Chile       | Stephanie Saavedra Antonia Ramírez Violeta Arnaiz Martina Weil     | 3:37,64    |
| 4     | Ecuador     | Pamela Barreto Anahí Suárez Evelin Mercado Nicole Caicedo          | 3:42,29    |
| 5     | Argentinien | Malena Galván Camila Correa Marlene Koss María Florencia Lamboglia | 3:56,22    |
| 6     | Uruguay     | Giuliana Oroná Guadalupe Ezquerra Flavia Lanza Camila Pérez        | 4:09,16    |

27. April

### 20 km Gehen
| Platz | Athlet            | Land | Zeit (h)   |
| ----- | ----------------- | ---- | ---------- |
| 1     | Viviane Lyra      | BRA  | 1:28:30 CR |
| 2     | Gabriela de Sousa | BRA  | 1:34:50    |

26. April

### Hochsprung
| Platz | Athletin          | Land | Höhe (m) |
| ----- | ----------------- | ---- | -------- |
| 1     | Hellen Tenorio    | COL  | 1,81     |
| 2     | Arielly Monteiro  | BRA  | 1,78     |
| 3     | Valdiléia Martins | BRA  | 1,75     |
| 4     | Lorena Aires      | URU  | 1,70     |
| 5     | Mónica Montero    | CHI  | 1,60     |

26. April

### Stabhochsprung
| Platz | Athletin          | Land | Höhe (m) |
| ----- | ----------------- | ---- | -------- |
| 1     | Juliana Campos    | BRA  | 4,30     |
| 2     | Isabel de Quadros | BRA  | 3,80     |
| 3     | Aldana Garibaldi  | ARG  | 3,20     |
| 4     | Josefina Brítez   | PAR  | 3,20     |

27. April

### Weitsprung
| Platz | Athletin         | Land | Weite (m) |
| ----- | ---------------- | ---- | --------- |
| 1     | Natalia Linares  | COL  | 6,81 w    |
| 2     | Lissandra Campos | BRA  | 6,48 w    |
| 3     | Yuliana Angulo   | ECU  | 6,47 w    |
| 4     | Letícia Melo     | BRA  | 6,36 w    |
| 5     | Natalie Aranda   | PAN  | 6,33 w    |
| 6     | Rocío Muñoz      | CHI  | 6,16 w    |
| 7     | Victoria Zanolli | ARG  | 5,81      |
| 8     | Paula Daruich    | PER  | 5,79 w    |

27. April

### Dreisprung
| Platz | Athletin            | Land | Weite (m) |
| ----- | ------------------- | ---- | --------- |
| 1     | Gabriele dos Santos | BRA  | 13,96     |
| 2     | Regiclécia Cândido  | BRA  | 13,76     |
| 3     | Natricia Hooper     | GUY  | 13,64     |
| 4     | Adriana Chila       | ECU  | 13,31     |
| 5     | Rocío Muñoz         | CHI  | 12,88 PB  |
| 6     | Génesis Pire        | VEN  | 12,86     |
| 7     | Luciana Gennari     | ARG  | 12,59     |
| 8     | Valeria Quispe      | BOL  | 12,52     |

25. April

### Kugelstoßen
| Platz | Athletin           | Land | Weite (m) |
| ----- | ------------------ | ---- | --------- |
| 1     | Ivana Gallardo     | CHI  | 17,55     |
| 2     | Ahymará Espinoza   | VEN  | 16,51     |
| 3     | Ana Caroline Silva | BRA  | 16,09     |
| 4     | Mariela Pérez      | CHI  | 16,05     |
| 5     | Ailén Armada       | ARG  | 15,31     |
| 6     | Belsy Quiñonez     | ECU  | 15,20 PB  |

25. April

### Diskuswurf
| Platz | Athletin           | Land | Weite (m) |
| ----- | ------------------ | ---- | --------- |
| 1     | Izabela da Silva   | BRA  | 62,87     |
| 2     | Andressa de Morais | BRA  | 60,16     |
| 3     | Yerlín Palacios    | COL  | 55,69     |
| 4     | Karen Gallardo     | CHI  | 52,42     |
| 5     | Ottaynis Febres    | VEN  | 51,30     |
| 6     | Ailén Armada       | ARG  | 50,66     |
| 7     | Ratibel Candela    | ARG  | 45,85     |
| 8     | Belsy Quiñonez     | ECU  | 38,64     |

26. April

### Hammerwurf
| Platz | Athletin           | Land | Weite (m) |
| ----- | ------------------ | ---- | --------- |
| 1     | Rosa Rodríguez     | VEN  | 71,04     |
| 2     | Ximena Zorrilla    | PER  | 67,52     |
| 3     | Mariana García     | CHI  | 66,06     |
| 4     | Mariana Marcelino  | BRA  | 61,85     |
| 5     | Ana Caroline Silva | BRA  | 61,05     |
| 6     | Giuliana Baigorria | ARG  | 61,05 PB  |
| 7     | Yenniver Veroes    | VEN  | 61,04     |
| 8     | Nereida Santa      | ECU  | 60,86     |

25. April

### Speerwurf
| Platz | Athletin                | Land | Weite (m) |
| ----- | ----------------------- | ---- | --------- |
| 1     | Jucilene de Lima        | BRA  | 62,32 CR  |
| 2     | Juleisy Ángulo          | ECU  | 62,25 NR  |
| 3     | Daniella Mieko Nisimura | BRA  | 60,12 PB  |
| 4     | Manuela Rotundo         | URY  | 56,48     |
| 5     | María Lucelly Murillo   | COL  | 54,63     |
| 6     | Julieta Salguero        | ARG  | 51,92 PB  |
| 7     | Fiorella Veloso         | PAR  | 46,19     |
| 8     | María Cáceres           | PAR  | 43,86     |

27. April

### Siebenkampf
| Platz | Athletin           | Land | Punkte  |
| ----- | ------------------ | ---- | ------- |
| 1     | Martha Araújo      | COL  | 6396 CR |
| 2     | Roberta dos Santos | BRA  | 5553    |
| 3     | Tamara de Sousa    | BRA  | 5525    |
| 4     | Ana Paula Argüello | PAR  | 5090    |
| 5     | Génesis Romero     | VEN  | 4990    |
| 6     | Sofía Ingold       | URY  | 3500    |

26./27. April

## Männer

### 100 m
| Platz | Athlet           | Land | Zeit (s) |
| ----- | ---------------- | ---- | -------- |
| 1     | Felipe Bardi     | BRA  | 09,99    |
| 2     | Ronal Longa      | COL  | 10,04    |
| 3     | Carlos Flórez    | COL  | 10,17    |
| 4     | Arturo Deliser   | PAN  | 10,20    |
| 5     | Erik Cardoso     | BRA  | 10,31    |
| 6     | Franco Florio    | ARG  | 10,34    |
| 7     | Tomás Villegas   | ARG  | 10,39    |
| 8     | Gustavo Mongelos | PAR  | 10,54    |

Finale: 25. April
Wind: +0,4 m/s

### 200 m
| Platz | Athlet         | Land | Zeit (s) |
| ----- | -------------- | ---- | -------- |
| 1     | César Almirón  | PAR  | 20,50    |
| 2     | Ronal Longa    | COL  | 20,56 PB |
| 3     | Arturo Deliser | PAN  | 20,67    |
| 4     | Juan Ciampitti | ARG  | 20,77    |
| 5     | Neiker Abello  | COL  | 20,91    |
| 6     | Shamar Horatio | GUY  | 20,92    |
| 7     | Renan Gallina  | BRA  | 21,03    |
| 8     | Tomás Mondino  | ARG  | 21,24    |

Finale: 27. April
Wind: +1,6 m/s

### 400 m
| Platz | Athlet           | Land | Zeit (s) |
| ----- | ---------------- | ---- | -------- |
| 1     | Kelvis Padrino   | VEN  | 46,02    |
| 2     | Elián Larregina  | ARG  | 46,17    |
| 3     | Javier Gómez     | VEN  | 46,73    |
| 4     | Lucas Carvalho   | BRA  | 47,11    |
| 5     | Agustín Pinti    | ARG  | 47,22    |
| 6     | Jeffrey Cajo     | PER  | 47,62    |
| 7     | Daniel Santiago  | COL  | 48,32    |
|       | Francisco Tejeda | ECU  | DNS      |

Finale: 26. April

### 800 m
| Platz | Athlet             | Land | Zeit (min) |
| ----- | ------------------ | ---- | ---------- |
| 1     | Eduardo Ribeiro    | BRA  | 1:50,46    |
| 2     | José Antonio Maita | VEN  | 1:50,93    |
| 3     | Marco Vilca        | PER  | 1:50,93    |
| 4     | Rafael Muñoz       | CHI  | 1:51,23    |
| 5     | Franco Peidon      | ARG  | 1:51,53    |
| 6     | Ryan López         | VEN  | 1:51,87    |
| 7     | Guilherme Orenhas  | BRA  | 1:52,51    |
| 8     | Klaus Scholz       | CHI  | 1:53,59    |

Finale: 27. April

### 1500 m
| Platz | Athlet                  | Land | Zeit (min) |
| ----- | ----------------------- | ---- | ---------- |
| 1     | Diego Lacamoire         | ARG  | 3:41,34    |
| 2     | Guilherme Kurtz         | BRA  | 3:42,79    |
| 3     | Thiago André            | BRA  | 3:44,77    |
| 4     | Fernando Cháves         | ARG  | 3:45,68    |
| 5     | Diego Uribe             | CHI  | 3:46,41    |
| 6     | Pedro Marín             | COL  | 3:47,87    |
| 7     | Adrian König-Rannenberg | PER  | 3:48,19    |
| 8     | Yeferson Cuno           | PER  | 3:48,22    |

25. April

### 5000 m
| Platz | Athlet            | Land | Zeit (min)  |
| ----- | ----------------- | ---- | ----------- |
| 1     | Carlos San Martín | COL  | 13:54,34    |
| 2     | Jânio Gonçalves   | BRA  | 13:55,58 PB |
| 3     | Ignacio Velásquez | CHI  | 13:59,81    |
| 4     | Jhonatan Molina   | PER  | 14:01,26 PB |
| 5     | Luis Masabanda    | ECU  | 14:08,53 PB |
| 6     | Didier Rodríguez  | PAN  | 14:09,08 NR |
| 7     | Walter Nina       | PER  | 14:10,21    |
| 8     | Fabian Manrique   | ARG  | 14:12,92    |

27. April

### 10.000 m
| Platz | Athlet            | Land | Zeit (min)  |
| ----- | ----------------- | ---- | ----------- |
| 1     | Ignacio Velásquez | CHI  | 28:44,81    |
| 2     | Nider Pariona     | PER  | 28:49,48    |
| 3     | Luis Masabanda    | ECU  | 29:03,88 PB |
| 4     | Matías Reynagas   | ARG  | 29:04,12    |
| 5     | Fábio Correia     | BRA  | 29:28,12 PB |
| 6     | Martín Cuestas    | URY  | 30:30,41    |
| 7     | Bruno Rodríguez   | URY  | 30:35,49    |
| 8     | Victor Neiva      | BRA  | 32:21,68    |

25. April

### 110 m Hürden
| Platz | Athlet                    | Land | Zeit (s) |
| ----- | ------------------------- | ---- | -------- |
| 1     | Martín Sáenz              | CHI  | 13,51    |
| 2     | Thiago Ornelas dos Santos | BRA  | 13,63    |
| 3     | Marcos Herrera            | ECU  | 13,77    |
| 4     | Eduardo de Deus           | BRA  | 13,99    |
| 5     | Gerson Izaguirre          | VEN  | 14,41    |
| 6     | Renzo Cremaschi           | ARG  | 14,43    |
| 7     | Diego Lyon                | CHI  | 14,68    |
| 8     | Fabrizio Jara             | PAR  | 14,78    |

Finale: 27. April
Wind: +1,0 m/s

### 400 m Hürden
| Platz | Athlet           | Land | Zeit (s) |
| ----- | ---------------- | ---- | -------- |
| 1     | Francisco Viana  | BRA  | 50,03    |
| 2     | Caio Vinícius    | BRA  | 51,27    |
| 3     | Diego Courbis    | CHI  | 51,40    |
| 4     | Bruno De Genaro  | ARG  | 51,42    |
| 5     | Ramón Fuenzalida | CHI  | 51,62    |
| 6     | Ian Andrey Pata  | ECU  | 53,47    |
| 7     | Julián Pereyra   | ARG  | 54,05    |
| 8     | Franco Fumero    | URY  | 55,38    |

Finale: 26. April

### 3000 m Hindernis
| Platz | Athlet            | Land | Zeit (s) |
| ----- | ----------------- | ---- | -------- |
| 1     | Carlos San Martín | COL  | 8:37,79  |
| 2     | Didier Rodríguez  | PAN  | 8:41,31  |
| 3     | Walace Caldas     | BRA  | 8:46,17  |
| 4     | Yeferson Cuno     | PER  | 8:49,28  |
| 5     | Carlos Johnson    | ARG  | 9:03,66  |
| 6     | Víctor Aguilar    | BOL  | 9:09,52  |
| 7     | Hipolito Pereiro  | ARG  | 9:20,96  |
| 8     | Pascual Acevedo   | URY  | 9:22,13  |

26. April

### 4 × 100 m Staffel
| Platz | Land        | Athleten | Zeit (s) |
| ----- | ----------- | --- | -------- |
| 1     | Kolumbien   | Jhonny Rentería Carlos Palacios Neiker Abello Carlos Flórez Im Vorlauf eingesetzt: Pedro Agualimpia                       | 39,58    |
| 2     | Brasilien   | Vinícius Moraes Felipe Bardi Erik Cardoso Vitor Hugo dos Santos Im Vorlauf eingesetzt: Rodrigo do Nascimento Hygor Bezera | 39,62    |
| 3     | Venezuela   | Ángel Alvarado Bryant Álamo Alexis Nieves David Vivas                                                                     | 39,84    |
| 4     | Argentinien | Daniel Londero Franco Florio Juan Ciampitti Tomás Villegas                                                                | 39,91    |
| 5     | Paraguay    | Jonathan Wolk Misael Zalazar Fredy Maidana César Almirón Im Vorlauf eingesetzt: Gustavo Mongelos                          | 40,01    |
| 6     | Chile       | Enrique Polanco Enzo Faulbaum Tomás Vial Mauricio Martínez                                                                | 41,21    |
|       | Guyana      | Keiron de Souza Emanuel Archibald Akeem Stewart Shamar Horatio                                                            | DNF      |

Finale: 27. April
Da die Staffeln aus Peru und Uruguay im Vorlauf jeweils nicht ins Ziel kamen, starteten nur sieben anstatt acht Mannschaften im Finale.

### 4 × 400 m Staffel
| Platz | Land        | Athleten                                                        | Zeit (min) |
| ----- | ----------- | --------------------------------------------------------------- | ---------- |
| 1     | Brasilien   | Tiago Lemes da Silva Lucas Carvalho Jádson Lima Elias Oliveira  | 3:07,40    |
| 2     | Argentinien | Agustín Pinti Tomás Mirón Bruno De Genaro Elián Larregina       | 3:08,77    |
| 3     | Venezuela   | Javier Gómez Axel Gómez Kalin Zambrano Kelvis Padrino           | 3:09,18    |
| 4     | Chile       | Martín Zabala Francisco Muñoz Ramón Fuenzalida Diego Courbis    | 3:13,04    |
| 5     | Ecuador     | Alan Minda Lenin Sánchez Jholeixon Rodríguez Ian Andrey Pata    | 3:14,22    |
| 6     | Peru        | Rodrigo Cornejo Jeffrey Cajo Luís Elespuru Marco Vilca          | 3:14,26    |
| 7     | Paraguay    | Giuliano Ruffinelli Paul Wood Christian Acosta Jhumiler Sánchez | 3:22,82    |
| 8     | Uruguay     | Manuel Fernández Jairo Moreira Fabricio da Rosa Matías González | 3:22,82    |

27. April

### 20 km Gehen
| Platz          | Athlet            | Land | Zeit (h) |
| -------------- | ----------------- | ---- | -------- |
| 1              | Luis Henry Campos | PER  | 1:21:26  |
| 2              | Jordy Jiménez     | ECU  | 1:24:06  |
| 3              | Matheus Correa    | BRA  | 1:25:17  |
| 4              | Yassir Cabrera    | PAN  | 1:26:16  |
| 5              | Juan Manuel Cano  | ARG  | 1:29:18  |
|                | Mateo Romero      | COL  | DSQ      |
| Max dos Santos | BRA               | DSQ  |          |
| David Hurtado  | ECU               | DSQ  |          |

26. April

### Hochsprung
| Platz | Athlet              | Land | Höhe (m) |
| ----- | ------------------- | ---- | -------- |
| 1     | Thiago Moura        | BRA  | 2,16     |
| 2     | Fernando Ferreira   | BRA  | 2,13     |
| 3     | Sebastián Daners    | URU  | 2,10     |
| 4     | Pedro Álamos        | CHI  | 2,05     |
| 5     | Santiago Barberia   | ARG  | 2,05     |
| 6     | Cristóbal Sahurie   | CHI  | 2,00     |
| 7     | Carlos Layoy        | ARG  | 2,00     |
| 7     | Mauro Pons          | URU  | 2,00     |
| 7     | Jholeixon Rodríguez | ECU  | 2,00     |

27. April

### Stabhochsprung
| Platz | Athlet               | Land | Höhe (m) |
| ----- | -------------------- | ---- | -------- |
| 1     | Ricardo David Montes | VEN  | 5,40     |
| 2     | Guillermo Correa     | CHI  | 5,40     |
| 3     | Lucas Alisson        | BRA  | 5,35     |
| 4     | Thiago Braz          | BRA  | 5,30     |
| 5     | Agustín Carril       | ARG  | 5,20 PB  |
|       | Dyander Pacho        | ECU  | NMH      |

25. April

### Weitsprung
| Platz | Athlet            | Land | Weite (m) |
| ----- | ----------------- | ---- | --------- |
| 1     | Emiliano Lasa     | URU  | 7,97      |
| 2     | Emanuel Archibald | GUY  | 7,76 w    |
| 3     | José Luis Mandros | PER  | 7,73 w    |
| 4     | Arnovis Dalmero   | COL  | 7,64 w    |
| 5     | Gabriel Boza      | BRA  | 7,64 w    |
| 6     | Lucas dos Santos  | BRA  | 7,51 w    |
| 7     | Carlos Valencia   | COL  | 7,42 w    |
| 8     | Martín Saavedra   | ARG  | 6,99      |

27. April

### Dreisprung
| Platz | Athlet           | Land | Weite (m) |
| ----- | ---------------- | ---- | --------- |
| 1     | Almir dos Santos | BRA  | 16,68     |
| 2     | Elton Petronilho | BRA  | 16,26     |
| 3     | Leodán Torrealba | VEN  | 16,22     |
| 4     | Jhon Valencia    | COL  | 15,77     |
| 5     | Doniquel Werson  | SUR  | 15,58     |
| 6     | Helber Melgarejo | ARG  | 14,97 w   |

25. April

### Kugelstoßen
| Platz | Athlet                | Land | Weite (m) |
| ----- | --------------------- | ---- | --------- |
| 1     | Willian Dourado       | BRA  | 20,65     |
| 2     | Welington Morais      | BRA  | 20,28     |
| 3     | Juan Manuel Arrieguez | ARG  | 18,78 PB  |
| 4     | Ignacio Carballo      | ARG  | 18,34     |
| 5     | Matiás Puschell       | CHI  | 18,06     |

27. April

### Diskuswurf
| Platz | Athlet                  | Land | Weite (m) |
| ----- | ----------------------- | ---- | --------- |
| 1     | Claudio Romero          | CHI  | 64,13 CR  |
| 2     | Wellinton da Cruz Filho | BRA  | 62,09     |
| 3     | Mauricio Ortega         | COL  | 61,91     |
| 4     | Lucas Nervi             | CHI  | 60,64     |
| 5     | Juan Caicedo            | ECU  | 60,11     |
| 6     | Douglas dos Reis        | BRA  | 56,60     |
| 7     | Lázaro Bonora           | ARG  | 52,69     |
| 8     | Tomás Pacheco           | ARG  | 52,09     |

26. April

### Hammerwurf
| Platz | Athlet            | Land | Weite (m)   |
| ----- | ----------------- | ---- | ----------- |
| 1     | Joaquín Gómez     | ARG  | 77,69 CR PB |
| 2     | Gabriel Kehr      | CHI  | 76,90       |
| 3     | Humberto Mansilla | CHI  | 76,61       |
| 4     | Alencar Pereira   | BRA  | 71,99       |
| 5     | Allan Wolski      | BRA  | 71,97       |
| 6     | Tomás Olivera     | ARG  | 68,01       |

25. April

### Speerwurf
| Platz | Athlet                   | Land | Weite (m) |
| ----- | ------------------------ | ---- | --------- |
| 1     | Pedro Henrique Rodrigues | BRA  | 77,92     |
| 2     | Billy Julio              | COL  | 76,73     |
| 3     | Lars Flaming             | PAR  | 76,60     |
| 4     | Arthur Monteiro          | BRA  | 73,45 PB  |
| 5     | Giovanni Díaz            | PAR  | 72,60     |
| 6     | Yirmar Torres            | ECU  | 70,78     |
| 7     | Lautaro Techera          | URU  | 70,15     |
| 8     | Leslain Baird            | GUY  | 69,87     |

27. April

### Zehnkampf
| Platz | Athlet            | Land | Punkte  |
| ----- | ----------------- | ---- | ------- |
| 1     | José Santana      | BRA  | 7847    |
| 2     | Gerson Izaguirre  | VEN  | 7273    |
| 3     | Pedro de Oliveira | BRA  | 7116    |
| 4     | Sergio Pandiani   | ARG  | 7093    |
| 5     | Julio Angulo      | COL  | 6929    |
| 6     | Max Moraga        | CHI  | 6864 PB |
| 7     | Santiago Ford     | CHI  | 6650    |
| 8     | Carlos Cordoba    | VEN  | 6225    |

25./26. April

## Mixed

### 4 × 400 m Staffel
| Platz | Land        | Athleten                                                                | Zeit (min) |
| ----- | ----------- | ----------------------------------------------------------------------- | ---------- |
| 1     | Brasilien   | Jádson Lima Érica Cavalheiro Tiago Lemes da Silva Anny de Bassi         | 3:17,73    |
| 2     | Kolumbien   | Daniel Santiago Paola Loboa Luis Arrieta Lina Licona                    | 3:19,18    |
| 3     | Argentinien | Agustín Pinti María Florencia Lamboglia Elián Larregina Noelia Martínez | 3:23,12    |
| 4     | Chile       | Martín Zabala Stephanie Saavedra Francisco Muñoz Violeta Arnaiz         | 3:24,13    |
| 5     | Ecuador     | Alan Minda Pamela Barreto Francisco Tejeda Evelin Mercado               | 3:30,75    |
| 6     | Paraguay    | Giuliano Ruffinelli Fatima Amarilla Christian Acosta Montserrath Gauto  | 3:37,03    |
| 7     | Uruguay     | Matías González Camila Pérez Fabrício da Rosa Giuliana Oroná            | 3:37,38    |

25. April

## Medaillenspiegel
| Platz | Land        |    |    |    |    |
| ----- | ----------- | -- | -- | -- | -- |
| 1     | Brasilien   | 20 | 19 | 13 | 52 |
| 2     | Kolumbien   | 7  | 7  | 3  | 17 |
| 3     | Chile       | 5  | 2  | 7  | 14 |
| 4     | Argentinien | 3  | 4  | 5  | 12 |
| 4     | Venezuela   | 3  | 4  | 5  | 12 |
| 6     | Peru        | 2  | 2  | 2  | 6  |
| 7     | Uruguay     | 2  | 1  | 1  | 4  |
| 8     | Ecuador     | 1  | 5  | 4  | 10 |
| 9     | Panama      | 1  | 1  | 1  | 3  |
| 10    | Paraguay    | 1  | 0  | 1  | 2  |
| 11    | Guyana      | 0  | 1  | 1  | 2  |